# Savoirs (revue)
Savoirs est une revue scientifique française de recherches dans le champ de l'éducation et de la formation des adultes.

## Ligne éditoriale et diffusion
La revue est créée en 2003 dans le cadre du département de sciences de l'éducation de l'université Paris X-Nanterre, à l'initiative de Jacky Beillerot, professeur émérite et directeur de la revue, avec Philippe Carré et Gérard Jean-Montcler. Elle est, depuis sa création, éditée par l'Aiprefa, Association internationale pour la promotion des recherches en éducation et formation des adultes.
Cette revue s'intéresse à l'ingénierie pédagogique et à la transmission des savoirs, d'un point de vue théorique et pratique. C'est une revue à comité de lecture, dont les membres sont représentatifs par leur diversité du champ professionnel de la formation d'adultes et des sciences de l'éducation. Elle propose des résumés d'articles en français et en anglais.
Elle publie trois numéros par an, sous format papier chez L'Harmattan, et est également accessible sous format numérique sur le portail Cairn.info, avec une barrière mobile de trois ans pour la gratuité.

## Référencement de la revue
Savoirs figure sur la liste de revues de sciences de l'éducation francophones du CNU et de l'HCERES et celle de l'AECSE (Association des enseignants et chercheurs en sciences de l'éducation). Elle fait l'objet du suivi de revues francophones concernant des questions d'éducation du service Veille et Analyse de l'Institut français de l'éducation.
Savoirs est également référencée par la base Mir@bel et par JournalBase (CNRS).